# 시모마시키군

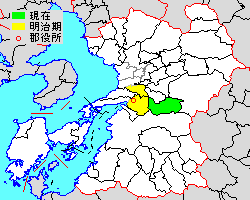
구마모토현 시모마시키군의 위치（현：미사토 정)

시모마시키군(일본어: 下益城郡)은 일본 구마모토현의 군이다.
인구 8,145명, 면적 144km², 인구밀도 56.6명/km².(2025년 5월 1일, 추계인구)
이하 1정으로 구성된다.
- 미사토정(美里町)

## 역사
- 2004년 11월 1일 : 주오 정·도모치 정이 합병해 미사토 정이 성립하였다.
- 2005년 1월 15일 : 오가와 정·도요노 정·마쓰바세 정이 우토 군 미스미 정·시라누히 정과 합병·시로 승격해 우키시가 성립, 군에서 이탈하였다.
- 2008년 10월 6일 : 도미아이 정이 구마모토시에 편입되었다.
- 2010년 3월 23일 : 조난 정이 구마모토 시에 편입되었다.